# Société Nationale de Sauvetage en Mer
La Sociedad Nacional de Salvamento Marítimo o SNSM, (en francés: Société nationale de sauvetage en mer) es una organización de voluntariado francesa, dedicada a labores de búsqueda y rescate en aguas francesas (tanto en Europa como en los territorios franceses de ultramar. La SNSM se fundó en 1967 con la fusión de la Société Centrale de Sauvetage des Naufragés (fundado en 1865) y los Hospitaliers Sauveteurs Bretons (1873)

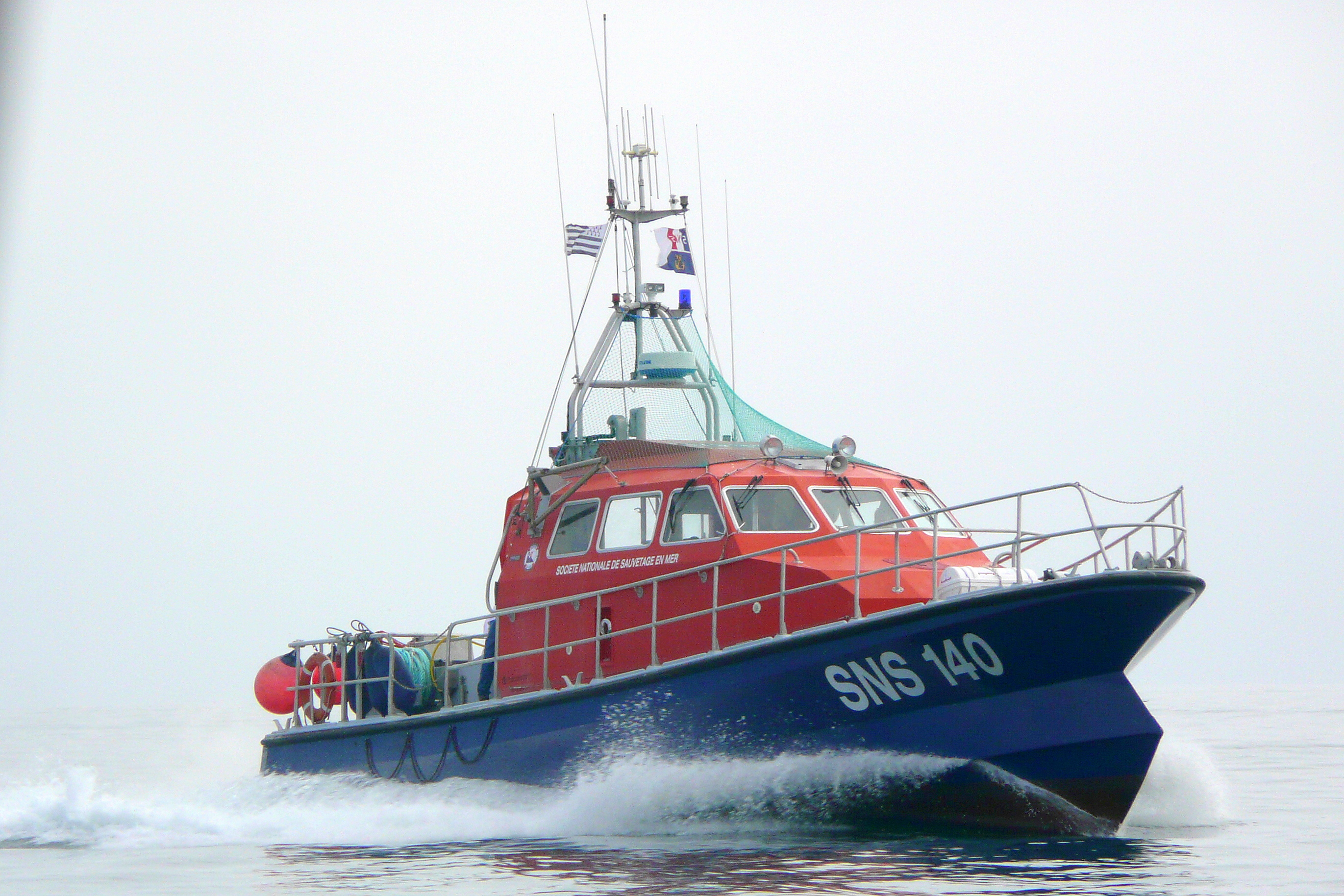
Buque Clase 1.

En el ano 2009 la SNSM intervino 2816 veces (aproximadamente 50% de todas la intervenciones de salvamento) y salvo 5,400 vidas. 
Dispone de los siguientes buques:
40 Buques de rescate y salvamento por todo tiempo
25 Buques de rescate y salvamento de Clase 1 (hasta Fuerza 8)
64 Buques de rescate y salvamento de Clase 2 (hasta Fuerza 7)
21 Buques de rescate y salvamento de Clase 3 (hasta Fuerza 3)
425 otros embarcaciones ligeros (incluido motos acuáticas)
A diferencia de la situación en España, la SNSM no es el único organismo que presta servicio de salvamento en mar (bomberos y gendarmería) y solo tiene responsabilidad de salvamento y rescate. Las tareas de lucha contra la contaminación marítima y el control del tráfico marítimo dependen de “Affaire Maritimes” y control de tráfico y la asistencia a embarcaciones depende la Prefectura Marítima.